# Konrad de la Fuente
Pour les articles homonymes, voir de la Fuente.
Konrad de la Fuente, né le 16 juillet 2001 à Miami en Floride, est un joueur international américain de soccer qui évolue au poste d'ailier au FC Lausanne-Sport. Il possède également la nationalité espagnole,.

## Biographie

### Carrière en club

#### Débuts et formation
Né le 16 juillet 2001 à Miami, aux États-Unis, de parents haïtiens d'ascendance dominicaine, il grandit en Floride où il touche ses premiers ballons, rapidement, son potentiel est remarqué et son talent fait l’unanimité. Convaincus des capacités hors normes de leur fils, ses parents emmènent le jeune joueur à Barcelone, en Espagne, à l'âge de dix ans, lorsque son père est muté au consulat général d'Haïti. Pour sa première année à Marcet, il démontre toute l’étendue de son talent. À tel point qu’il sera promu, en à peine quelques mois, au sein de Tecnofútbol, l’équipe phare de l’académie. Seulement une année après son arrivée, il quitte déjà l’académie et rejoint le CF Damm, un club spécialisé dans le développement des jeunes. Il enchaîne les rencontres face à différentes équipes de la région et poursuit ainsi son apprentissage.

#### Équipes de jeunes du FC Barcelone (2013-2020)
Il rejoint ensuite le centre de formation du club barcelonais, où il intègre l'Infantil B, entraînée par Marcel Sans. Il devient le deuxième américain à intégrer la Masia après Ben Lederman,. Il poursuit sa formation en rejoignant la Juvenil B (l'équipe B des cadets), puis rejoint la Juvenil A (l'équipe A des cadets). Il a réussi à grimper les catégories inférieures du Barça,. 
Il fait ses débuts avec l'équipe réserve du FC Barcelone en Segunda División B le 1er décembre 2018, contre la réserve du Valence CF (2-2). La saison suivante, il dispute sa première rencontre en tant que titulaire contre le CF La Nucía le 15 décembre 2019 (victoire 3-1). Puis, le 2 février 2020 il inscrit son premier but contre l'AE Prat (victoire 2-1). Le jour suivant, il participe à son premier entrainement avec l'équipe première.
Le 28 juin 2020, il prolonge son contrat jusqu'en juin 2022, avec une option pour deux saisons supplémentaires. Il dispose désormais d'une clause libératoire de 50 millions d'euros qui montera à 100 millions d'euros s'il joue avec l'équipe première. Après s’être entraîné et avoir fait les matchs de préparation avec l'équipe première. Ronald Koeman déclare d’ailleurs après l’un de ses matchs de préparation qu’il comptera sur le jeune Américain cette saison : « Si je dois mettre en valeur l’un des jeunes, je dirais Konrad. Je suis vraiment content de lui ».

#### FC Barcelone (2020-2021)
Le 24 novembre 2020, Konrad de la Fuente fait ses débuts avec le FC Barcelone en Ligue des champions contre le Dynamo Kiev. Il entre à la 83e minute de la rencontre, à la place de Francisco Trincão (victoire 4-0). Il devient le septième américain à jouer en Ligue des champions cette saison.

#### Multiples prêts par Marseille (2021-2024)
Le 29 juin 2021, il signe un contrat de quatre ans avec l'Olympique de Marseille. Le transfert est estimé à trois millions d'euros et le FC Barcelone se réserve un pourcentage du montant en cas d'un futur transfert,. Il devient le deuxième Américain à jouer à l'Olympique de Marseille, après Ilija Mitić, mais le premier à y être né à signer avec la formation olympienne.
Le 8 août, il est titularisé pour la première journée de Ligue 1 et il s'illustre en délivrant une passe décisive lors d'une rencontre face au Montpellier HSC qui se solde par une victoire 2-3 des Olympiens. Il marque son premier but avec l'OM le 24 février contre Qarabağ en Ligue Europa Conférence sur une passe décisive de Cengiz Ünder. 
Ne s'étant jamais imposé à l'Olympique de Marseille, il est prêté durant le mercato estival à l'Olympiakós mais ne satisfaisant pas les dirigeants grecs, il ne joue que cinq rencontres et 197 minutes de jeu depuis le début de la saison en Grèce. Son retour à Marseille est alors pressenti et plusieurs clubs souhaitent se procurer les services du jeune américain.
Le 8 août 2023, Konrad de la Fuente est prêté avec option d'achat au SD Eibar pour une saison,,.

#### FC Lausanne-Sport (depuis 2024)
Le 24 juillet 2024, il est transféré au FC Lausanne-Sport. Il s'engage pour trois saisons avec le club lausannois.

### Carrière internationale
Konrad de la Fuente est sélectionné avec l'équipe des États-Unis des moins de 20 ans pour participer à la coupe du monde des moins de 20 ans en 2019, qui se déroule en Pologne. Lors du mondial, il joue cinq matchs et les jeunes américains se hissent jusqu'en quarts de finale, en étant battus par l'Équateur.
Le 2 novembre 2020, Konrad de la Fuente est appelé en sélection américaine pour la première fois par le sélectionneur Gregg Berhalter pour participer à un rassemblement d'une semaine avec deux matchs amicaux, face au pays de Galles puis contre le Panama,. Le 12 novembre, il honore sa première sélection en tant que titulaire contre le pays de Galles lors d'un match amical. Le match se solde par un match nul et vierge (0-0),.

## Statistiques

### Statistiques détaillées
| Saison                | Club                   | Championnat           | Championnat | Championnat | Championnat | Coupe(s) nationale(s) | Coupe(s) nationale(s) | Coupe(s) nationale(s) | Compétition(s) continentale(s) | Compétition(s) continentale(s) | Compétition(s) continentale(s) | Compétition(s) continentale(s) | Séries | Séries | Séries | Total | Total | Total |
| Saison                | Club                   | Division              | M.          | B.          | P.d.        | M.                    | B.                    | P.d.                  | Comp.                          | M.                             | B.                             | P.d.                           | M.     | B.     | P.d.   | M.    | B.    | P.d.  |
| 2018-2019             | FC Barcelone B         | 2ªB                   | 1           | 0           | 0           | -                     | -                     | -                     | -                              | -                              | -                              | -                              | -      | -      | -      | 1     | 0     | 0     |
| 2019-2020             | FC Barcelone B         | 2ªB                   | 3           | 1           | 0           | -                     | -                     | -                     | -                              | -                              | -                              | -                              | 3      | 2      | 1      | 6     | 3     | 1     |
| 2020-2021             | FC Barcelone B         | 2ªB                   | 21          | 6           | 4           | -                     | -                     | -                     | -                              | -                              | -                              | -                              | 1      | 0      | 0      | 22    | 6     | 4     |
| Sous-total            | Sous-total             | Sous-total            | 25          | 7           | 4           | -                     | -                     | -                     | -                              | -                              | -                              | -                              | 4      | 2      | 1      | 29    | 9     | 5     |
| 2020-2021             | FC Barcelone           | Liga                  | 0           | 0           | 0           | 1                     | 0                     | 0                     | C1                             | 2                              | 0                              | 0                              | -      | -      | -      | 3     | 0     | 0     |
| 2021-2022             | Olympique de Marseille | Ligue 1               | 16          | 0           | 2           | 1                     | 0                     | 0                     | C3+C4                          | 4+2                            | 0+1                            | 0                              | -      | -      | -      | 23    | 1     | 2     |
| 2022-2023             | Olympiakós (prêt)      | Super League          | 3           | 0           | 0           | -                     | -                     | -                     | C3                             | 2                              | 0                              | 0                              | -      | -      | -      | 5     | 0     | 0     |
| 2023-2024             | SD Eibar (prêt)        | Segunda División      | 21          | 3           | 1           | 3                     | 1                     | 0                     | -                              | -                              | -                              | -                              | -      | -      | -      | 24    | 4     | 1     |
| 2024-2025             | FC Lausanne-Sport      | Super League          | 24          | 0           | 1           | 4                     | 1                     | 2                     | -                              | -                              | -                              | -                              | -      | -      | -      | 28    | 1     | 3     |
| 2025-2026             | FC Lausanne-Sport      | Super League          | 2           | 0           | 0           | -                     | -                     | -                     | C4                             | 1                              | 0                              | 0                              | -      | -      | -      | 3     | 0     | 0     |
| Sous-total            | Sous-total             | Sous-total            | 26          | 0           | 1           | 4                     | 1                     | 2                     | -                              | 1                              | 0                              | 0                              | -      | -      | -      | 31    | 1     | 3     |
| Total sur la carrière | Total sur la carrière  | Total sur la carrière | 91          | 10          | 8           | 9                     | 2                     | 2                     | -                              | 11                             | 1                              | 0                              | 4      | 2      | 1      | 115   | 15    | 11    |

## Palmarès
Olympique de Marseille
- Vice-champion de France en 2022.